# Frauenau
Frauenau – miejscowość i gmina w Niemczech, w kraju związkowym Bawaria, w rejencji Dolna Bawaria, w regionie Donau-Wald, w powiecie Regen. Leży w Lesie Bawarskim, około 15 km na wschód od miasta Regen, przy granicy z Czechami i Parku Narodowego Lasu Bawarskiego.
Przez teren gminy przebiega linia kolejowa Grafenau – Zwiesel – Deggendorf i znajduje się tutaj zbiornik wody pitnej.

## Demografia
| Rok  | Liczba mieszk. |
| ---- | -------------- |
| 1970 | 3 557          |
| 1987 | 3 102          |
| 2000 | 3 546          |